# Ботвинов Олександр Гнатович
Олександр Гнатович Ботвинов (12 серпня 1907, село Софіїно-Лиман, тепер Олександрівський район Донецької області — 2 листопада 1995, Київ) — український радянський і компартійний діяч, депутат Верховної Ради СРСР 5–6-го скликань, депутат Верховної Ради УРСР 2–4-го скликань. Член ЦК КПУ в 1952—1966 роках. Герой Соціалістичної Праці (19.07.1951).

## Життєпис

Могила Олександра Ботвінова, Байкове кладовище

Народився в родині селянина-бідняка. Після закінчення сільської школи працював у сільському господарстві, з 1923 року — учень і робітник вальцового млина.
Член ВКП(б) з 1926 року.
З 1926 по 1927 рік — голова завкому профспілки харчовиків.
З 1927 року працював котельником на будівництві Дніпрогесу, згодом був висунутий на комсомольську роботу. З 1930 до 1932 року — на профспілковій і господарській роботі в Молдавській АРСР. З 1933 року працював директором МТС в Котовському районі Молдавської АРСР, потім — 2-м секретарем Котовського районного комітету КП(б)У Одеської області.
Учасник німецько-радянської війни, з 1941 до 1942 року служив у Червоній армії на політичній роботі. Був політруком стрілецької роти 241-го стрілецького полку 93-ї стрілецької дивізії. 24 вересня 1941 року важко поранений у бою і у званні старшого політрука звільнений у запас. Інвалід Вітчизняної війни 3-ї групи.
До квітня 1943 року — 2-й секретар Теньковського районного комітету ВКП(б) Татарської АРСР.
З квітня по грудень 1943 року працював 1-м секретарем Теньковського районного комітету ВКП(б) Татарської АРСР.
З 1944 по 1953 рік — 1-й секретар Котовського районного комітету КП(б)У Одеської області
25 жовтня 1955 — 12 травня 1956 року — голова виконавчого комітету Чернівецької обласної Ради депутатів трудящих.
У травні 1956 — січні 1963 року — 1-й секретар Чернівецького обласного комітету КПУ.
У січні 1963 — грудні 1964 року — голова виконавчого комітету Житомирської сільської обласної Ради депутатів трудящих. У грудні 1964 — 22 березня 1965 року — голова виконавчого комітету Житомирської обласної Ради депутатів трудящих. Звільнений з посади «у зв'язку з виходом на пенсію».
З січня 1966 року — начальник Головного управління місцевої харчової промисловості Міністерства харчової промисловості Української РСР. Потім був заступником міністра соціального забезпечення Української РСР.
Проживав на пенсії в місті Києві.
Помер на 89-му році життя 2 листопада 1995 року. Похований на Байковому кладовищі (ділянка № 49а, 50°25′0.21″ пн. ш. 30°30′6.35″ сх. д. / 50.4167250° пн. ш. 30.5017639° сх. д.).

## Нагороди
- Герой Соціалістичної Праці (19.07.1951)
- три ордени Леніна (23.01.1948, 19.07.1951, 2.03.1953)
- два ордени Трудового Червоного Прапора (29.08.1957, 26.02.1958)
- орден Червоної Зірки (21.02.1945)
- орден Вітчизняної війни І-го степеня (11.03.1985)
- орден Вітчизняної війни ІІ-го степеня (1.02.1945)
- медаль «За трудову доблесть» (25.12.1959)
- медаль «За оборону Одеси»
- золота медаль Всесоюзної сільськогосподарської виставки
- медалі
- Почесна грамота Президії Верховної Ради Української РСР (11.08.1967)